# Автошлях Т 2318
Автошля́х Т 2318 — територіальний автомобільний шлях в Україні, за маршрутом: Старий Остропіль — Стара Синява — Летичів — Вовковинці. Проходить територією Хмельницького району Хмельницької області.

## Загальні відомості
Починається в селі Старий Остропіль Староостропільської сільської громади з автомобільного шляху Н03, проходить через села Левківка (Староостропільська сільська громада), Пишки, Цимбалівка, Перекора, Адампіль, Паплинці, смт Стара Синява, села Заставці, Чехи (Старосинявська селищна громада), Кудинка, Новокостянтинів, Антонівка, Суслівці, смт Летичів, село Варенка (Летичівська селищна громада), Городище (Деражнянська міська громада), смт Вовковинці Т 2310 (Вовковинецька селищна громада).
Основна (проїжджа) частина дороги має ширину 5—7 м, загальна ширина 8—11 м. Дорожнє покриття — асфальт, камінь.
Загальна довжина — близько 83,5 км.